# Бриконы
Бриконы (лат. Brycon) — род лучепёрых рыб из семейства харациновых.
Бриконы достигают максимальной длины от 12 до 80 сантиметров, в зависимости от конкретного вида, а крупнейшие из них являются крупнейшим видом семейства харациновых. Обитает в пресных водоемах Неотропики, простирающихся от южной Мексики до северной Аргентины.
Некоторые виды способны выпрыгивать из воды, чтобы срывать низко висящие фрукты прямо с деревьев. Когда уровень воды в реках понижается, бриконы преследуют капуцинов, так как обезьяны едят те же фрукты и часто роняют их в воду.

## Виды
В настоящее время существует 43 описанных вида:
- Brycon alburnus (Günther, 1860)
- Brycon amazonicus (Spix & Agassiz, 1829)
- Brycon argenteus Meek & Hildebrand, 1913
- Brycon atrocaudatus (Kner, 1863)
- Brycon behreae Hildebrand, 1938
- Brycon bicolor Pellegrin, 1909
- Brycon cephalus (Günther, 1869)
- Brycon chagrensis (Kner, 1863)
- Brycon coquenani Steindachner, 1915
- Brycon costaricensis Angulo & Gracian-Negrete, 2013[2]
- Brycon coxeyi Fowler, 1943
- Brycon dentex Günther, 1860
- Brycon devillei (Castelnau, 1855)
- Brycon falcatus J. P. Müller & Troschel, 1844
- Brycon ferox Steindachner, 1877
- Brycon fowleri Dahl, 1955
- Brycon gouldingi F. C. T. Lima, 2004
- Brycon guatemalensis Regan, 1908
- Brycon henni C. H. Eigenmann, 1913
- Brycon hilarii (Valenciennes, 1850)
- Brycon insignis Steindachner, 1877
- Brycon labiatus Steindachner, 1879
- Brycon medemi Dahl, 1960
- Brycon meeki C. H. Eigenmann & Hildebrand, 1918
- Brycon melanopterus (Cope, 1872)
- Brycon moorei Steindachner, 1878
- Brycon nattereri Günther, 1864
- Brycon obscurus Hildebrand, 1938
- Brycon oligolepis Regan, 1913
- Brycon opalinus (G. Cuvier, 1819)
- Brycon orbignyanus (Valenciennes, 1850)
- Brycon orthotaenia Günther, 1864
- Brycon pesu J. P. Müller & Troschel, 1845
- Brycon petrosus Meek & Hildebrand, 1913
- Brycon polylepis Moscó Morales, 1988
- Brycon posadae Fowler, 1945
- Brycon rubricauda Steindachner, 1879
- Brycon sinuensis Dahl, 1955
- Brycon stolzmanni Steindachner, 1879
- Brycon striatulus (Kner, 1863)
- Brycon unicolor Moscó Morales, 1988
- Brycon vermelha F. C. T. Lima & R. M. C. Castro, 2000
- Brycon whitei G. S. Myers & S. H. Weitzman, 1960